# Konkubinat
Konkubinat (latin: concubinalus) är gammalmodig benämning för en sammanlevnad mellan två personer av olika kön utan egentligt äktenskap, en sexuell förbindelse på oviss tid. 
Hos de gamla romarna under kejsartiden var konkubinat en under vissa villkor (såsom att båda parterna skulle vara ogifta) av rätten erkänd förening, fastän av lägre rang än det egentliga äktenskapet och inte medförande dettas medborgerliga rättigheter för kvinnan och barnen.
Inom andra kulturer innebar konkubinat slaveri. I den muslimska kulturen var en konkubin per definition alltid en icke muslimsk slav, eftersom en muslimsk kvinna inte fick ha samlag med en man hon inte var gift med. 

## Antikens Grekland
I antikens Grekland kallades en konkubin för Pallake och var vanlig för förmögna män ur överklassen. Det ansågs dock inte vara god ton för en man att ha sin konkubin och sin hustru i samma hushåll. 
En konkubin kunde vara både fri och slav. En fri kvinna som blev konkubin var ofta en före detta hetär, frigiven slavinna eller en kvinna ur en fattig familj, och för det mesta utlänning, det vill säga inte medborgare i mannens egen stadsstat.
Hennes barns status varierade och kunde under vissa omständigheter erkännas och bli medborgare. 
En slavkonkubins barn ärvde moderns status och var sin fars slavar liksom hon.

## Fornegypten
I Egypten var monogama äktenskap det normala. För faraoner blev dock konkubiner vanliga åtminstone från farao Amenhotep III:s regeringstid (1300-talet f.Kr.) och framåt: detta gjorde det möjligt för farao, som enligt egyptisk sed endast fick ha en drottning (stor kunglig hustru), att ingå diplomatiska "äktenskap" med utländska prinsessor av politiska skäl, vilka sedan blev hans "bihustrur" (konkubiner).

## Kina

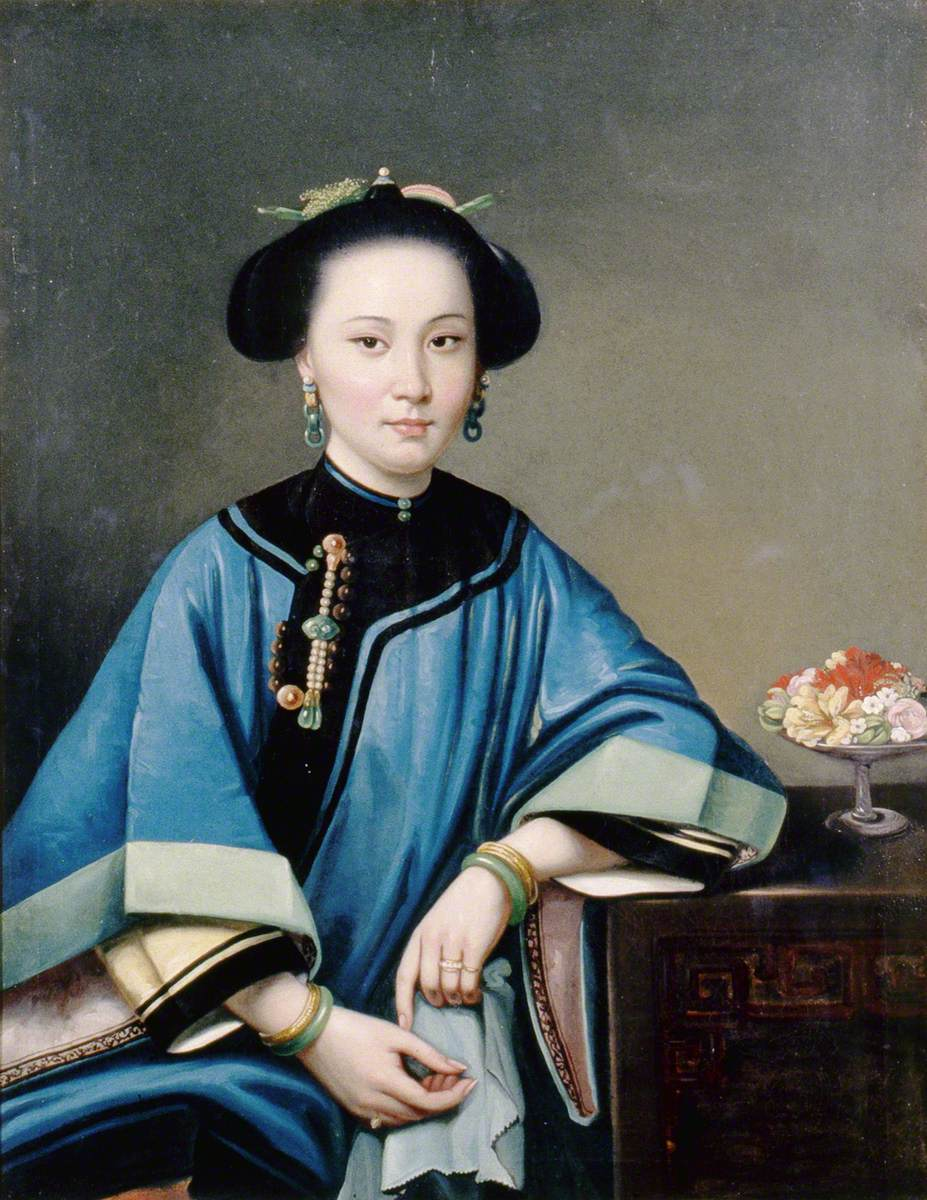
The Fourth Concubine of Hexing (Wo Hing) of Hong Kong (1864)

I Kina var seden med konkubiner normalt för alla förmögna män. Det var inte socialt accepterat för en man att ha mer än en hustru, men det var accepterat för honom att ha konkubiner. Dessa kunde kallas "hustru nummer två", "hustru nummer tre" och så vidare, men var inte faktiska hustru utan konkubiner. 
En konkubin definierades som en kvinna som började leva med en man utan att ha genomgått en trolovningsceremoni eller medfört en hemgift. 
En konkubin köptes ofta för pengar och var tekniskt sett en slav, men betraktades inte som en slav i social mening.  
Konkubiner kom ofta från fattiga familjer: det var vanligt att fattiga bondefamiljer sålde en av sina döttrar som konkubin. Trots att dessa flickor inte föddes som slavar, blev de slavar när deras föräldrar valde att sälja dem. 
En officiell konkubin qiè (妾) var en mans erkända sexuella partner som förväntades föda barn åt honom, och hennes barn erkändes som legitima. Barnen hade längre status än hustruns barn och hade plikt att betrakta både sin biologiska mor och sin styvmor som sin mor, men kunde vid behov bli arvingar till sin far. 
En inofficiell konkubin (婢妾; pinyin: bì qiè) hade låg status, var inte öppet erkänd och hennes barn räknades som utomäktenskapliga. Konkubinen var till stor del utlämnad åt mannens hustru i fråga om hur hon behandlades i hushållet. 
Trots att en konkubin inte räknades som en hustru, räknades hon ändå som änka efter mannen. 
Under handynastin infördes en reform som reglerade antalet konkubiner en man fick ha utifrån hans samhällsställning snarare än hans pengar. En konkubin fick inte bli en hustru. När mannen avled tilläts hans konkubin inte gifta sig eller flytta tillbaka till sin familj, och det förekom att en konkubin blev begravd levande med mannen. 
Under qingdynastin (1644–1911) tilläts en man att gifta sig med en konkubin om hans hustru hade dött och konkubinen var mor till hans arvinge; det blev förbjudet att tvinga en änkekonkubin att gifta sig mot hennes vilja, och konkubinerna inkluderades i släkttavlor och familjealtaren. Under denna tidsperiod kunde konkubiner vara både fria och slavar.
Kinas kejserliga harem kunde ha ett stort antal konkubiner. Dessa valdes ut enligt ett invecklas rangsystem och vaktades av eunucker för att säkra att de enbart blev gravida med kejsaren. Under vissa dynastier var konkubinerna inte slavar utan snarare fria kvinnor ur familjer med hög status. 
Systemet med konkubiner förbjöds efter det kommunistiska maktövertaget 1949. I Hongkong förbjöds systemet 1971.

## Korea
I Joseondynastins Korea (1392-1897) var en konkubin som regel en slavinna. Ett barn till en man och hans konkubin var fri och inte slav, men av lägre rang än ett barn född av en hustru, och diskriminerades ifråga om vem de kunde gifta sig med och vilka yrken de kunde ha.

## Japan
I Japan var monogama äktenskap normalt idealet. Om en man inte fick en son och arvtagare med sin hustru, var det socialt acceptabelt av honom att skaffa sig en arvtagare med en konkubin, och detta barn betraktades därefter som en legitim arvtagare. Seden med konkubiner i det fall det var nödvändigt för att skaffa sig en arvtagare förekom inom alla samhällsklasser. Inom kungligheter och adel så som samurajklassen, där behovet av en arvinge var stort, kom det så småningom att bli vanligt med flera konkubiner. 
Seden med konkubiner förbjöds under det moderniseringsprogram som infördes under Meijiperioden.  

## Indien

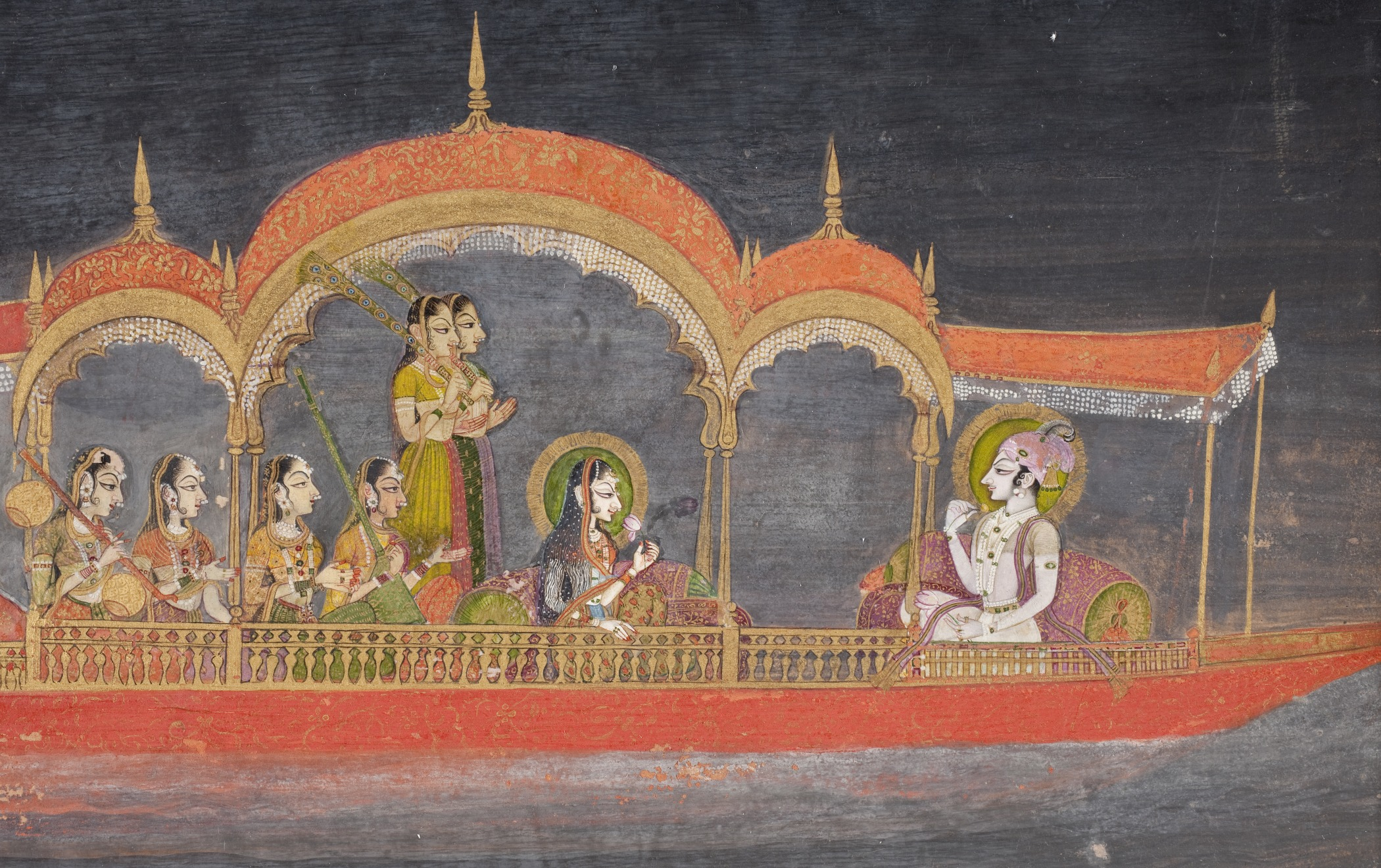
Raja Savant Singh of Kishangarh (reigned 1748–1757) with his favourite concubine Bani Thani (c. 1750-1775). Opaque watercolor and gold on paper, 36.9 x 55.9 cm (14.5 x 22 in). Los Angeles County Museum of Art

I det hinduiska Indien var en konkubin en kvinna som en man levde tillsammans med utan att kunna gifta sig med henne, på grund av skillnad i religion, rang eller kast. Konkubinat betraktades som en form av morganatiskt äktenskap. Ett barn till en konkubin fick samma rang som sin mor, inte sin far.  
Vid hinduiska hov kunde slavinnor, kvinnliga tjänare eller underhållare göras till härskarens konkubiner, och genomgick då en formell ceremoni, som dock inte var densamma som en vigselceremoni.

## Islam
Se även: Konkubinat inom islam
I den muslimska världen var konkubiner synonymt med slavar. Islamisk lag tillät män att, utöver sina hustrur, även ha samlag med kvinnliga slavar utan att detta definierades som utomäktenskaplig sexualitet (zina). Fria muslimska kvinnor fick dock inte ha samlag med någon annan man än den man hon var gift med. Konkubiner (surriyya) var per definition alltid icke muslimska slavinnor. Denna form av sexuellt slaveri reglerades genom islamisk lag utifrån koranen och haditherna. En konkubin måste vara icke muslim vid den tidpunkt hon blev slav, men en konvertering till islam medan hon var slav innebar inte att hon frigavs. Det förekom dock att en man frigav sin konkubin och sedan gifte sig med henne. En konkubin hade högre status än andra kvinnliga slavar.
Sexuellt umgänge med en konkubin definierades inte som utomäktenskaplig sexualitet trots att det ägde rum mellan två parter som inte var gifta med varandra. Ett barn till en konkubin och hennes ägare, definierades på samma sätt inte heller som ett utomäktenskapligt barn. Om fadern erkände barnet, fick det automatiskt status som fri. En konkubin som blivit mor till ett barn som hennes ägare hade erkänt som sitt, kunde inte längre säljas, och blev automatiskt fri när hennes ägare avled. Denna institution förekom fram till att slaveriet avskaffades i muslimska länder, vilket skedde under 1900-talets gång. Slaveri Saudiarabien avskaffades till exempel 1962, och konkubiner förekom då fortfarande.

## Mesopotamien
I det forntida Mesopotamien var konkubiner vanliga i det fall en man inte hade fått barn med sin hustru. Det var sed att en hustru då gav sin make en slavinna att avla barn med; denna slavinna förblev hustruns slav, men fick en särskild ställning och blev som regel inte längre såld.  
Denna slavinna kunde också väljas direkt av mannen. 
Under vissa omständigheter förekom det att en konkubin blev frigiven och gift med mannen.

## Romerska riket
I den förkristna antikens Rom var Concubinatus var ett alternativ till äktenskap mellan två fria personer, och beskrev ett par som levde öppet ihop i ett erkänt och socialt accepterat förhållande utan att vara formellt gifta med varandra. 
Denna samboform förekom ofta när paret var av olika social rang och ett formellt äktenskap inte skulle ha accepterats mellan dem. Ett vanligt exempel var män ur senatorsklassen, som enligt lag inte fick gifta sig med någon under deras egen sociala rang. 
En kvinna som levde i ett sådant förhållande kallades för concubina och en man för concubinus, men i mannens fall kallades han vanligen för detta endast om han levde med en annan man, eller med en kvinna av högre rang än han själv.